# James R. Hansen

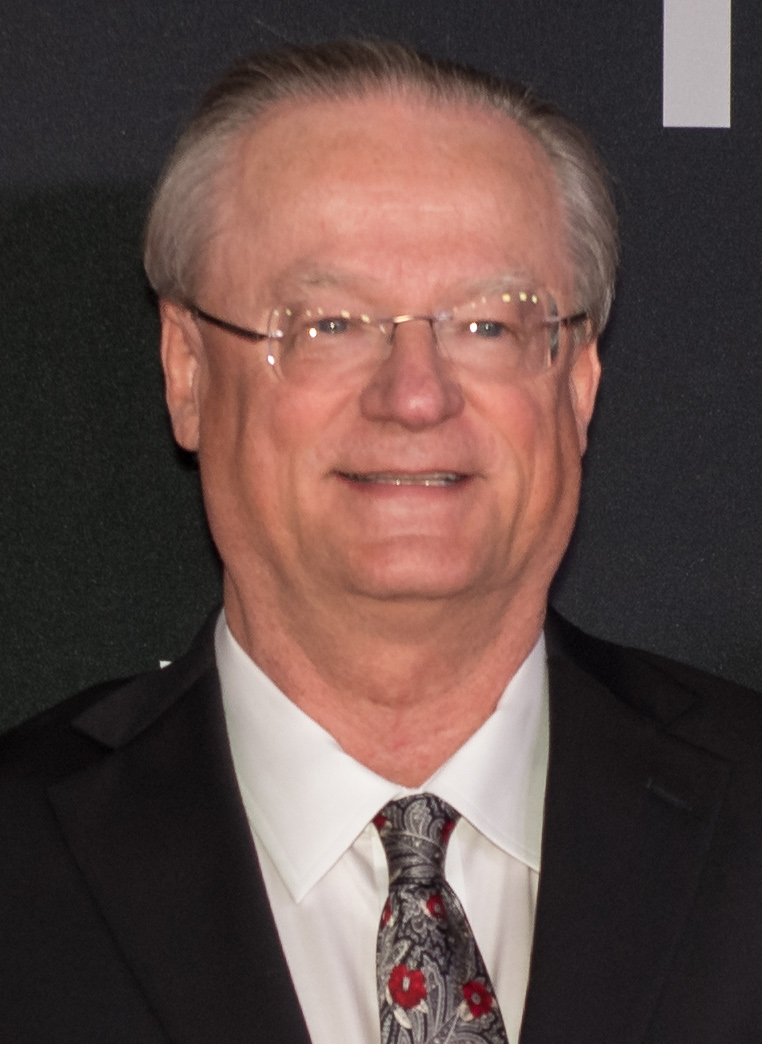
James R. Hansen

James R. Hansen é um professor de história na Universidade de Auburn no Alabama. Seu livro From the Ground Up ganhou o Prêmio de Livro de História do American Institute of Aeronautics and Astronautics em 1998. Para seu trabalho, The Wind and Beyond (NASA) - (série de seis volumes), ele foi premiado com o Prêmio Eugene Ferguson por Outstanding Reference Work pela Society for the History of Technology em 2005.

## Biografia
Hansen é de Fort Wayne, Indiana. Ele recebeu seu B.A. pela Universidade de Indiana. Ele também recebeu seu M.A. e Ph.D. pela Universidade Estadual de Ohio. Hansen serve no Conselho de Liderança dda For All Moonkind, Inc. uma organização não lucrativa com o objetivo de desenvolver um quadro legal para gerir e proteger o patrimônio cultural humano no espaço.

## Livros
- First Man: The Life of Neil A. Armstrong (Simon & Schuster, 2005, 2012), biografia autorizada de Neil Armstrong,[2] recebeu o Prêmio da Sociedade Astronomica Norte-Americana por Literatura Austronáutica.[3] O livro é a base para o filme First Man.
- A Difficult Par: Robert Trent Jones Sr. and the Making of Modern Golf (Gotham Penguin, 2014).[4] O livro foi premiado com o Prêmio Herbert Warren Wind pela Associação de Golf dos Estados Unidos como o melhor livro de golf do ano.[5]
- The Bird Is on the Wing (Texas A&M University Press)[6]
- The Wind and Beyond (NASA) - (série de seis volumes)[7] O livro foi premiado com o Prêmio Eugene Ferguson por Outstanding Reference Work pela Society for the History of Technology em 2005[8]
- Truth, Lies, and O-Rings: The Inside Story of the Space Shuttle Challenger Disaster - May 2009 (University Press of Florida), co-autoria com Allan J. McDonald.[9][10][11]

### Em Português
- Hansen, James R. (2018). O Primeiro Homem: A Vida de Neil Armstrong. Brasil: Intrínseca. 512 páginas. ISBN 978-8551003930

- Este artigo foi inicialmente traduzido, total ou parcialmente, do artigo da Wikipédia em inglês cujo título é «James R. Hansen».